# Distrito electoral federal 5 de Querétaro
El V Distrito Electoral Federal de Querétaro es uno de los 300 distritos electorales en los que se encuentra dividido el territorio de México para la elección de diputados federales y uno de los cinco en los que se divide el estado de Querétaro. Su cabecera es la ciudad de El Pueblito.
El distrito 5 de Querétaro fue creado por el proceso de distritación de 2017 llevado a cabo por el Instituto Nacional Electoral y está formado por cuatro municipios: Amealco de Bonfil, Corregidora, Huimilpan y El Marqués.
En consecuencia el distrito 5 eligió por primera vez diputado en 2018, para la LXIV Legislatura.

## Diputados por el distrito
| Diputado                | Grupo parlamentario | Legislatura | Periodo     |
| ----------------------- | ------------------- | ----------- | ----------- |
| Ana Paola López Birlain |                     | LXIV        | 2018 - 2021 |
| Erika Díaz Villalón     |                     | LXV         | 2021 - 2024 |
| Mario Calzada Mercado   |                     | LXVI        | 2024 - 2027 |